# Länsväg 395
Länsväg 395 är en 111 km lång väg mellan Pajala och Vittangi, via Anttis, Junosuando och Masugnsbyn.

## Sträckning
Vägen utgår från riksväg 99 vid Pajala och följer Torneälvens högra (södra) strand västerut. I Anttis ansluter länsväg 394. Vägen fortsätter förbi byn Lovikka, hemvist för de berömda stickade Lovikkavantarna, till Junosuando. Strax väster om Junosuando delar sig Torneälven och Sveriges största bifurkation, Tärendöälven, leder av 60 % av vattnet till Kalixälven.
Efter Junosuando lämnar vägen Torneälven, för att sedan åter ansluta i Vittangi. Precis innan Junosuando Masugnsby (kort kallad Masugnsbyn) passerar vägen lappmarksgränsen. Vid slutmålet i Vittangi ansluter vägen till E45.
Det körs järnmalm från Kaunisvaaragruvan utanför Pajala till Svappavaara (3 mil väster om Vittangi). Gruvbolaget Kaunis Iron har tillstånd att köra övertunga lastbilar (90 ton) på sträckan, bland annat längs hela länsväg 395. Det transporteras 3 miljoner ton last per år, alltså runt 9000 ton (100 körningar per riktning) per dag. Bron över Tärendöälven sätter viktgränsen och man har reglerat bron med trafikljus så att två lastbilar inte kör på den samtidigt.

## Olyckor
Den 12 januari 2019 omkom sex personer i en olycka mellan en minibuss och en tung lastbil som transporterade malm på sträckan. Endast två personer överlevde: lastbilsföraren och en person i minibussen. Olyckan inträffade vid Masugnsbyn, i Kiruna kommun. Kurvan där olyckan inträffade är enligt Aftonbladet "ökänd som feldoserad", och avåkningar är vanliga vid platsen; den senaste bara dagen innan olyckan, mindre än 100 meter från olycksplatsen.

## Planer
Trafikverket planerar att bredda vägen och räta ut vissa kurvor, och bygga förbifart förbi Vittangi och Masugnsbyn, för malmbilarnas skull. Det fanns förslag på att bygga en genväg mellan Kaunisvaaragruvan och Junosuando som skulle spara in minst 20 km. Det skulle kräva en ny bro över Torne älv och är inte med i planen. En ny bro över Tärendö älv behövs i vilket fall och planeras byggas.

## Historia
Vid skyltningen 1951 hette sträckningen länshuvudväg 395. År 1962 blev vägen länsväg 395, och hade fram till 1986 sin sträckning ända till Svappavaara.
Redan på 1890-talet fanns det en väg mellan Överkalix och Vittangi, och det var den enda vägen på miltals radie från Vittangi. Dagens väg 395 följer denna väg ganska exakt. Den har bara breddats och asfalterats. Den egentligen enda nyare vägen är en förbifart förbi Erkheikki.

## Korsningar
|  | Nr | Namn                 | Skyltning                                                          |
|  | -- | -------------------- | ------------------------------------------------------------------ |
|  |    |                      | 99 Pajala Karesuando                                               |
|  |    | Anttis               | 394 Gällivare                                                      |
|  |    | Junosuando           |                                                                    |
|  |    | bro över Tärendö älv | cirka 100 m lång (67°25′28″N 22°24′03″Ö / 67.424364°N 22.400951°Ö) |
|  |    | Vittangi             |                                                                    |
|  |    | Leipojärvi           | E45 Gällivare Karesuando                                           |